# Gumba (Sindhupalchok)
Gumba (Nepali गुम्बा) ist ein Village Development Committee (VDC) in Nepal im Distrikt Sindhupalchok.
Das VDC Gumba liegt im Himalaya im Norden von Sindhupalchok an der Grenze zu Tibet. Das Gebiet wird im Westen vom Flusstal des
Balephi Khola begrenzt. Im Osten liegen die VDCs Tatopani, Listikot und Dhumthang sowie im Süden Pangtang. Hauptort von Gumba ist Ghumbathang.

## Einwohner
Bei der Volkszählung 2011 hatte das VDC Gumba 3431 Einwohner (davon 1727 männlich) in 674 Haushalten.

## Dörfer und Weiler
Gumba besteht aus mehreren Dörfern und Weilern. 
Die wichtigsten sind:
- Ghumbathang (1980 m ⊙)